# 富山県道101号大家庄東草野線
富山県道101号大家庄東草野線（とやまけんどう101ごう おおいえのしょうひがしくさのせん）は、富山県下新川郡朝日町内を通る一般県道である。

## 概要
路線名の「大家庄」は、起点付近の旧自治体名（富山県下新川郡大家庄村）に由来する。

### 路線データ
- 起点：富山県下新川郡朝日町三枚橋（富山県道106号北羽入入善線交点）
- 終点：富山県下新川郡朝日町東草野字蔵後（富山県道60号入善朝日線交点）
- 実延長：2,937m

## 歴史
- 1995年（平成7年）4月1日 - 認定[1]

## 地理

### 通過する自治体
- 富山県
下新川郡朝日町

### 交差する道路
- 富山県道106号北羽入入善線（起点：朝日町三枚橋）
- 富山県道105号山崎草野線（朝日町月山）
- 国道8号（月山東交差点）
- 富山県道60号入善朝日線（終点：朝日町東草野字蔵後）

### 沿線
- 北陸自動車道 朝日インターチェンジ
- あいの風とやま鉄道線 泊駅
- 朝日町消防署消防本部
- 泊郵便局
- 日東紡績 泊事業センター
- ショッピングセンターアスカ